# نیروی دریایی فنلاند
نیروی دریایی فنلاند (فنلاندی: Merivoimat) نیروی دریایی زیرمجموعهٔ نیروی دفاعی فنلاند است که در سال ۱۹۱۸ تأسیس شد.